# دنیس گایگر (بازیکن فوتبال، زاده ۱۹۸۴)
دنیس گایگر (انگلیسی: Dennis Geiger؛ زادهٔ ۳۰ ژوئن ۱۹۸۴) بازیکن فوتبال اهل آلمان است.
از باشگاه‌هایی که در آن بازی کرده‌است می‌توان به باشگاه فوتبال دویسبورگ اشاره کرد.